# Patrik Köbele
Patrik Köbele (Weil am Rhein, 1962) è un politico tedesco, attuale presidente del Partito Comunista Tedesco.
Köbele è stato capo della gioventù del partito dal 1989 al 1994. Dal 2004 al 2009 è stato membro del consiglio comunale di Essen.
Il 2 marzo 2013 viene eletto nuovo presidente del Partito Comunista con 91 voti contro i 60 per la ex leader Bettina Jürgensen.
Vive a Essen con i due figli e lavora come consulente IT.